# Anna Krupska-Perek
Anna Stanisława Krupska-Perek (ur. 27 maja 1941, zm. 29 października 2021) – polska językoznawczyni, dialektolog. dr hab.

## Życiorys
Obroniła pracę doktorską, 31 marca 1995 habilitowała się na podstawie pracy zatytułowanej Synaktyczno-formalne realizacje predykacji zdaniotwórczej w gwarach. Została zatrudniona na stanowisku profesora w Katedrze Historii Języka Polskiego na Wydziale Filologicznym Uniwersytetu Łódzkiego, oraz w Wyższej Szkole Humanistycznej i Ekonomicznej w Łodzi.
Była profesorem nadzwyczajnym na Wydziale Zamiejscowym AHE w Bytomiu Akademii Humanistycznej i Ekonomicznej w Łodzi.
Zmarła 29 października 2021, pochowana na cmentarzu Doły w Łodzi.